# Geometría sintética
La geometría pura o sintética es una rama de las matemáticas que se encarga de estudiar y construir de manera sintética las formas y lugares geométricos. 
Se dice que la geometría pura o sintética es aquella que puede construir axiomáticamente (con un sistema axiomático), con un tratamiento lógico-deductivo; es decir, a partir de una serie de  axiomas o postulados (que se adopten a priori) se comienza a construir y demostrar proposiciones lógicas que se sustentan como en una especie de eslabones de una cadena de razonamiento.
La mayor diferencia entre la geometría analítica y la geometría sintética radica en el estudio y tratamiento que se les da a éstas. Por ejemplo, en la geometría analítica el uso del álgebra, en especial el álgebra lineal, es fundamental; sin embargo, para la geometría pura no es tan indispensable el enfoque algebraico (sin que esto signifique su exclusión).
- Datos: Q249148
- Multimedia: Synthetic geometry / Q249148